# Juan Vicente Ugarte Lobón
Juan Vicente Ugarte Lobón, (Urubamba, 27 de octubre de 1858 - Lima, 2 de marzo de 1906) fue un militar peruano.  Era hijo del Coronel Mariano Ugarte Valdés y de Dominga Lobón.  Se casó con María Bejarano Lasso de la Vega, en la ciudad de Arequipa y como fruto de ese matrimonio tuvieron un hijo, Lizardo Segundo Ugarte Bejarano, que seguiría los estudios de derecho y ejercería la abogacía en la primera mitad del siglo XX en la ciudad de Lima y abuelo de Lizardo F. Ugarte del Pino (Abogado y Oficial Mayor del Senado de la República hasta su jubilación) y de Juan Vicente Ugarte del Pino (Abogado, historiador, catedrático universitario y magistrado).

## Carrera militar
A los 13 años ingresó en la milicia (2 de agosto de 1871) y fue soldado distinguido en la cuarta compañía del Batallón Castilla Número 8, comandado por el coronel Francisco Luna. Participó en las campañas de 1874 y 1875 contra las fuerzas rebeldes que comandaba Nicolás de Piérola, y que terminó con el combate de Arequipa en la pampa de Miraflores. En 1877, ante un nuevo levantamiento del caudillo Nicolás de Piérola,combatió en la batalla de Yacango. Meses después, en 1878, fue partícipe en la sublevación del Monitor Huáscar.

### Acciones militares en la Guerra del Pacífico (1879-1881)
En la Guerra del Pacífico, entre Perú y Chile, participó en las batallas de Pisagua (18 de abril de 1879), San Francisco (19 de noviembre de 1879), y en la heroica victoria de Tarapacá, a las órdenes del General Juan Buendía, formando parte del batallón Ayacucho, en su calidad de ayudante, en la 3.ª división comandada por el Coronel Francisco Bolognesi; asistió a los bombardeos por la escuadra chilena de los puertos de Iquique, Pisagua y Arica. Reconocida la efectividad de su clase como capitán (1881), pasó al batallón Apurímac, el cual sería denominado posteriormente como Junín N.º 4, y destacado a Arequipa. Hizo también las campañas del Lima y la Breña en la guerra contra la ocupación del ejército chileno del territorio nacional al lado del General Andrés Avelino Cáceres.

## Otras acciones militares y cargo de responsabilidad
Posteriormente, participó en el asalto y combate de Lima, el 27 de agosto de 1884, contra las fuerzas del gobierno del General Miguel Iglesias. Ascendido a la clase de Teniente-coronel graduado (25 de junio de 1885), fue trasladado al Batallón Cazadores de Puno N.º 10, participó a órdenes del prefecto del departamento contra los insurgentes de Taquile, el 25 y 26 de junio de 1885. Posteriormente fue nombrado coronel efectivo y trasladado al Batallón Callao  4 (1887) y ejerció la subprefectura de Jauja.
Al ser nombrado como coronel graduado en 1890, fue transferido temporalmente a la Guardia Civil, en la que se le encomendó el comando de la columna C y la comisaría del cuartel 4.º. En 1894 fue propuesta la efectividad de su clase ante el Congreso de la República pero, por los avatares políticos de su tiempo (era cacerista), no le fue reconocida hasta 1902.[cita requerida] Encargado del Batallón Cuzco N.º 11 hizo la campaña contra la coalición cívico-demócrata.
En Cacray (18 de octubre de 1894) y luego en Matucana, distrito de Huarochirí, departamento de Lima (20 de octubre de 1894), como comandante general de la división del centro, combatió a las montoneras armadas por el Dr. Augusto Durán y al año siguiente, asistió a los combates de la ciudad de Lima en los días 17 y 18 de marzo, contra las fuerzas coalicionistas comandadas por D. Nicolás de Piérola, las cuales ingresaron en la ciudad por la Portada de Cocharcas, al mando de las fuerzas caceristas les hizo frente en la plazoleta del Teatro, donde derriba la torre de la iglesia de San Agustín como consecuencia de desalojar a los pierolistas que desde ese lugar hostigaban al ejército y repicaban las campanas, no pudiendo contenerles éstos penetraron en la ciudad saqueando y quemando las casas de los caceristas (los que lucharon en la resistencia a la ocupación chilena al lado del Mariscal D. Andrés Avelino Cáceres), incluida la del coronel Ugarte, de la calle Rufas (actual calle Marañón), en el Rímac, y sus muebles fueron a parar al barrio de Malambo, de donde fueron posteriormente recuperados por su esposa Dª María Bejarano. Al hacerse Piérola con el poder se le otorgó licencia indefinida, pero al asumir la presidencia D. Eduardo López de Romaña fue nombrado como Edecán del mismo; jefe del batallón de gendarmes de la capital y del batallón N.º 5, intendente de Lima; y, finalmente, Jefe del Estado Mayor General (el único coronel que ha ostentado ese cargo en la historia del Perú).[cita requerida] Murió el 2 de marzo de 1906; mientras desempeñaba el cargo de Director del Arsenal de Guerra fue propuesto a la clase de General de Brigada ante el Congreso de la República no pudo conseguir ese ascenso por su fallecimiento.[cita requerida]